# 2361 Gogol
2361 Gogol este un asteroid din centura principală, descoperit pe 1 aprilie 1976 de Nikolai Cernîh.